# Lijst van ministers van Lokale Besturen van de Duitstalige Gemeenschap
Dit is een lijst van ministers van Lokale Besturen in de regering van de Duitstalige Gemeenschap.

## Lijst
| Nr.                                | Minister | Minister                   | Partij | Partij | Begin        | Einde        | Regering(en)     |
| ---------------------------------- | -------- | -------------------------- | ------ | ------ | ------------ | ------------ | ---------------- |
| 1                                  |          | Karl-Heinz Lambertz (1952) |        | SP     | 6 juli 2004  | 26 juni 2014 | Lambertz II, III |
| vacant (26 juni 2014-17 juni 2019) |          |                            |        |        |              |              |                  |
| 2                                  |          | Oliver Paasch (1971)       |        | ProDG  | 17 juni 2019 | heden        | Paasch II en III |